# 王执中 (南宋)
王执中（1140年？—1207年），字叔权，温州东嘉（一作瑞安）人，南宋针灸学家。
王执中早年游学会稽（绍兴府）。乾道五年（1169年）中进士，赐从政郎，历任将作丞、将作监，后外调任从政郎、湖北峡州州学教授、湖南澧州州学教授、澧州澧阳郡博士。他精岐黄术，有丰富的医疗经验。担任峡州教授时，著有《既效方》。嘉定十三年（1220年）所著《针灸资生经》七卷，在医师卫世杰订正后，再次刊行。《针灸资生经》取三百六十穴，行分类别，以穴对病。将切于医理的百家之说，和自己的心得和针灸验案，全都注于条下，而且附以方药。书中又收有若干佚文，记载经外奇穴。指出针灸择吉日而施之不当。是温州最早有医学专著问世、见诸文献记载的针灸医药学家。